# Ophiochytra tenuis
Ophiochytra tenuis är en ormstjärneart som beskrevs av George Richard Lyman 1883. Ophiochytra tenuis ingår i släktet Ophiochytra och familjen knotterormstjärnor. Inga underarter finns listade i Catalogue of Life.